# Hildegard Körner
Pour les articles homonymes, voir Körner.
Hildegard Körner, née Ullrich le 20 décembre 1959 à Urnshausen en Thuringe, est une ancienne athlète est-allemande.
Dans les années 1970 et 1980, elle faisait partie de l'élite mondiale sur les courses de demi-fond. Son plus grand succès est sa médaille d'argent sur 1 500 m aux Championnats du monde de 1987.
En 1980, elle avait pris part aux Jeux de Moscou, terminant cinquième sur 800 m.

## Palmarès

### Jeux olympiques d'été
- Jeux olympiques de 1980 à Moscou ( Union soviétique) 
  - 5e sur 800 m

### Championnats du monde d'athlétisme
- Championnats du monde d'athlétisme de 1987 à Rome ( Italie)
  -  Médaille d'argent sur 1 500 m

### Championnats d'Europe d'athlétisme
- Championnats d'Europe d'athlétisme de 1978 à Prague ( Tchécoslovaquie)
  - 5e sur 800 m
- Championnats d'Europe d'athlétisme de 1982 à Athènes ( Grèce)
  - 5e sur 800 m

### Championnats d'Europe d'athlétisme en salle
- Championnats d'Europe d'athlétisme en salle de 1981 à Grenoble ( France)
  -  Médaille d'or sur 800 m

### Championnats d'Europe Junior d'athlétisme
- Championnats d'Europe Junior d'athlétisme de 1975 à Athènes ( Grèce)
  - 4e sur 800 m
- Championnats d'Europe Junior d'athlétisme de 1977 à Donetsk ( Union soviétique)
  -  Médaille d'argent sur 800 m